# El Xihuingo

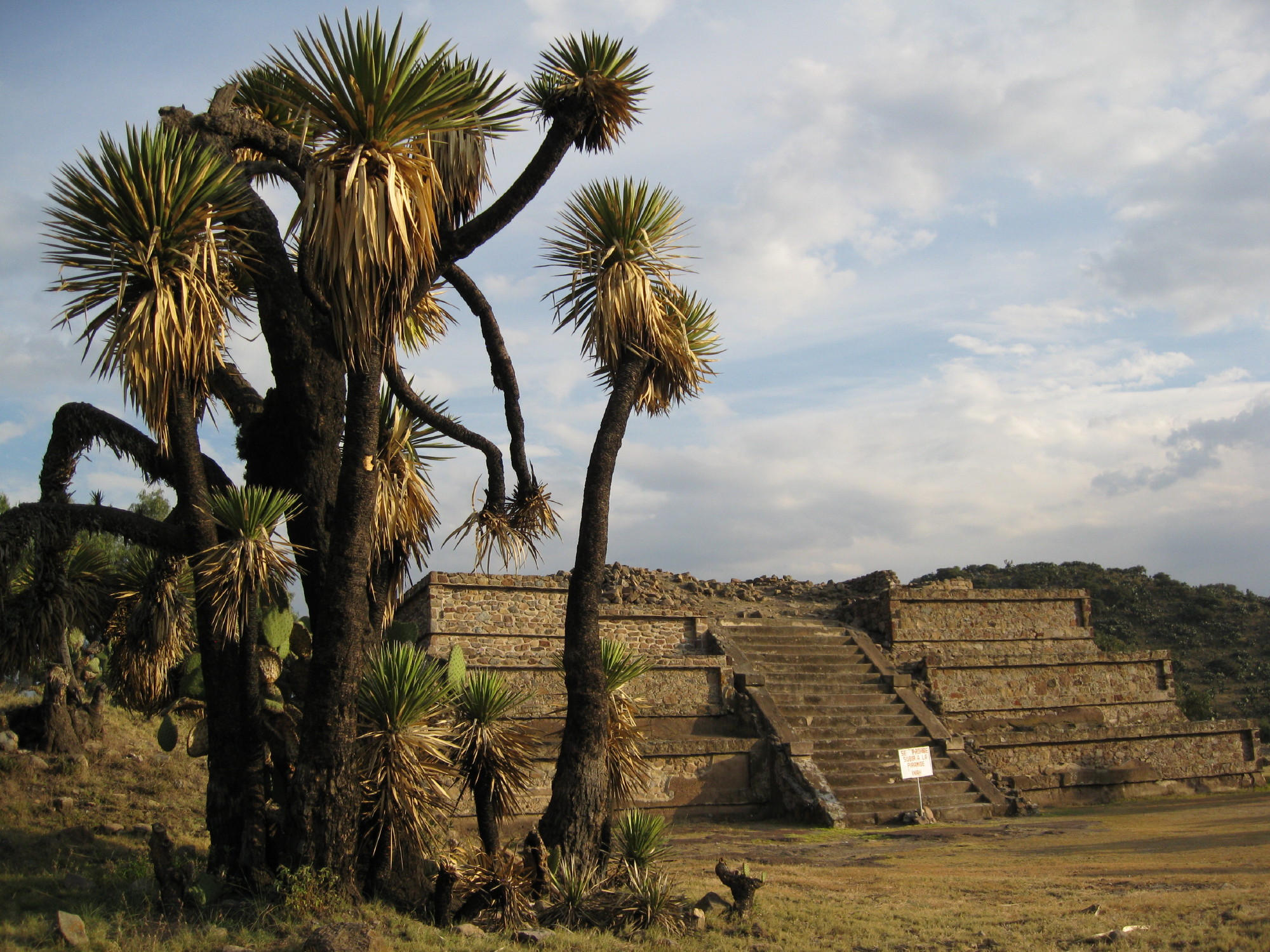
Pyramide El Tecolote

El Xihuingo ist eine archäologische Stätte, die sich am Fuße des gleichnamigen Berges Xihuingo befindet. Der Ort liegt etwa drei Kilometer entfernt von der Bezirkshauptstadt Tepeapulco in der Provinz Hidalgo (Mexiko).

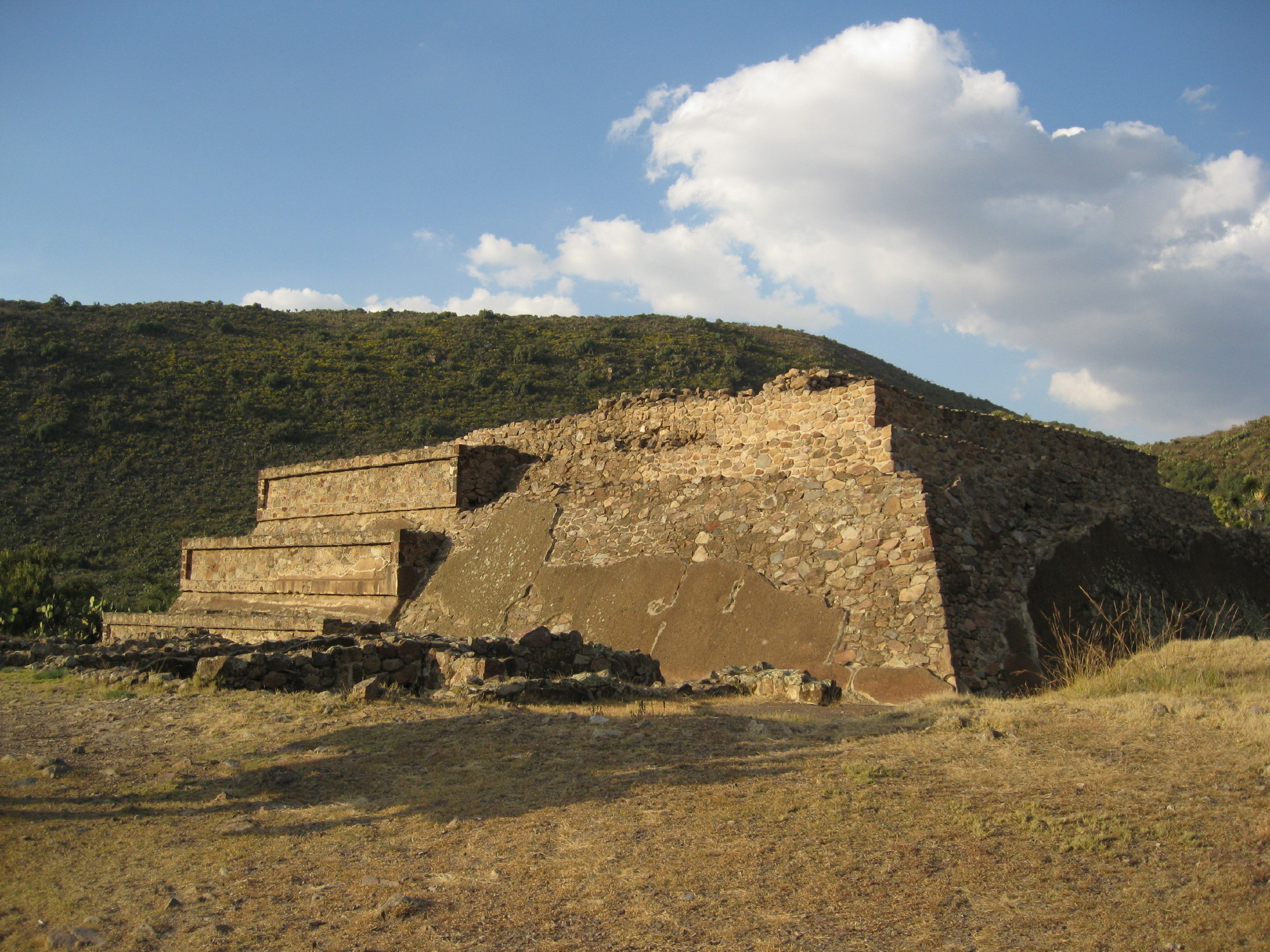

El Xihuingo, der „Ort des Jahres“, erstreckt sich über eine Fläche von etwa ein mal zwei Kilometern auf einer Höhe von 3240 Metern über dem Meeresspiegel. Die Stätte wird von der Pyramide "El Tecolote" (nach einer hier gefundenen Tierskulptur benannt) und dem Hügel "EL Peñuela" dominiert. Die nach Westen hin ausgerichtete Pyramide ist Endpunkt einer Achse, um die der Ort, so wie etwa Teotihuacán, aufgebaut war. Die Blütezeit von Xihuingo lässt sich in den Zeitraum 300–750 n. Chr. datieren, die auch als die klassische Periode der Teotihuacan-Kultur gilt.
Im Ort selbst und in den Bergen um die Stadt befinden sich Felszeichnungen, die menschliche Hände, astronomische Skizzen und bewaffnete Krieger darstellen, die der Teotihuacan-Kultur zugerechnet werden.
Xihuingo war in klassischer Zeit ein Ort am Handelsweg, der die Städte Tepeapulco, Otumba, Calpulalpan und Tlaxcala mit der Küstenregion am Golf von Mexiko verband und auf dem etwa Obsidian von der Hochebene Sierra de las Navajas transportiert wurde.